# Mukrín bin Abd al-Azíz
Mukrín bin Abd al-Azíz (* 15. září 1945, Rijád, Saúdská Arábie) je saúdskoarabský korunní princ. V letech 2005–2012 byl ředitelem zpravodajské služby Saúdské Arábie.
Korunním princem se stal poté, co zemřel jeho nevlastní bratr, král Abdalláh, a na trůn nastoupil další nevlastní bratr Salmán.

## Život

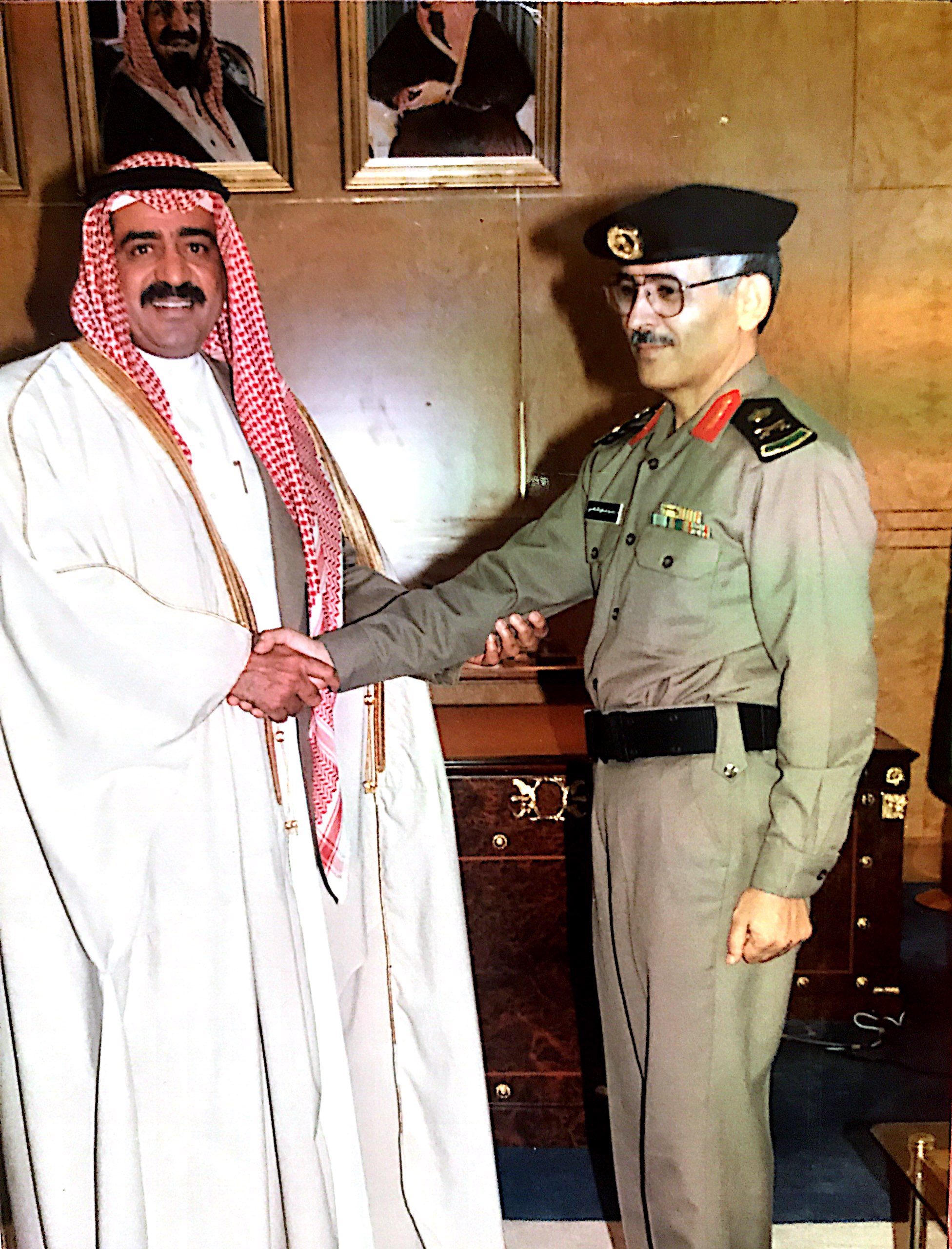
Mukrín bin Abd al-Azíz (vlevo).

Princ Mukrín je nejmladším synem zakladatele Saúdské Arábie, krále Abd al-Azíze. V roce 1964 se stal příslušníkem Saúdského královského letectva (Saudi Royal Air Force). Vystudoval letectví ve Velké Británii, studia dokončil roku 1968. U letectva pracoval do roku 1980. Téhož roku se stal guvernérem provincie Hail, později byl jmenován guvernérem Medíny.
Mezi lety 2005 a 2012 byl ředitelem zpravodajské služby Saúdské Arábie, Al Mukhabarat Al A’amah (anglicky General Intelligence Presidency, GIP). Byl také zvláštním poradcem krále Abdalláha.